# Mike Lalor
Mike Lalor (né le 8 mars 1963 à Buffalo, dans l'État de New York aux États-Unis) est un joueur professionnel américain de hockey sur glace.

## Carrière en club
En 1981, il joue avec les Alexanders de Brantford dans la AHO. Il passe professionnel avec les Voyageurs de la Nouvelle-Écosse dans la Ligue américaine de hockey en 1983.

## Statistiques
| Saison     | Équipe                          | Ligue      |     | Saison régulière | Saison régulière | Saison régulière | Saison régulière | Saison régulière |   | Séries éliminatoires | Séries éliminatoires | Séries éliminatoires | Séries éliminatoires | Séries éliminatoires |
| Saison     | Équipe                          | Ligue      | PJ  | B                | A                | Pts              | Pun              | PJ               | B | A                    | Pts                  | Pun                  |                      |                      |
| 1979-1980  | Meteors de Fort Erie            | GHJHL      | 29  | 1                | 4                | 5                | 20               | -                | - | -                    | -                    | -                    |                      |                      |
| 1980-1981  | Mountain A's de Hamilton        | LHJO       | 44  | 5                | 28               | 33               | 83               | -                | - | -                    | -                    | -                    |                      |                      |
| 1981-1982  | Alexanders de Brantford         | LHO        | 64  | 3                | 13               | 16               | 114              | 11               | 0 | 6                    | 6                    | 11                   |                      |                      |
| 1982-1983  | Alexanders de Brantford         | LHO        | 65  | 10               | 30               | 40               | 113              | 8                | 1 | 3                    | 4                    | 20                   |                      |                      |
| 1983-1984  | Voyageurs de la Nouvelle-Écosse | LAH        | 67  | 5                | 11               | 16               | 80               | 12               | 0 | 2                    | 2                    | 13                   |                      |                      |
| 1984-1985  | Canadiens de Sherbrooke         | LAH        | 79  | 9                | 23               | 32               | 114              | 17               | 3 | 5                    | 8                    | 36                   |                      |                      |
| 1985-1986  | Canadiens de Montréal           | LNH        | 62  | 3                | 5                | 8                | 56               | 17               | 1 | 1                    | 2                    | 29                   |                      |                      |
| 1986-1987  | Canadiens de Montréal           | LNH        | 57  | 0                | 10               | 10               | 47               | 13               | 2 | 1                    | 3                    | 29                   |                      |                      |
| 1987-1988  | Canadiens de Montréal           | LNH        | 66  | 1                | 10               | 11               | 113              | 11               | 0 | 0                    | 0                    | 11                   |                      |                      |
| 1988-1989  | Canadiens de Montréal           | LNH        | 12  | 1                | 4                | 5                | 15               | -                | - | -                    | -                    | -                    |                      |                      |
| 1988-1989  | Blues de Saint-Louis            | LNH        | 36  | 1                | 14               | 15               | 54               | 10               | 1 | 1                    | 2                    | 14                   |                      |                      |
| 1989-1990  | Blues de Saint-Louis            | LNH        | 78  | 0                | 16               | 16               | 81               | 12               | 0 | 2                    | 2                    | 31                   |                      |                      |
| 1987-1988  | Capitals de Washington          | LNH        | 68  | 1                | 5                | 6                | 61               | 10               | 1 | 2                    | 3                    | 22                   |                      |                      |
| 1988-1989  | Capitals de Washington          | LNH        | 64  | 5                | 7                | 12               | 64               | -                | - | -                    | -                    | -                    |                      |                      |
| 1991-1992  | Jets de Winnipeg                | LNH        | 15  | 2                | 3                | 5                | 14               | 7                | 0 | 0                    | 0                    | 19                   |                      |                      |
| 1992-1993  | Jets de Winipeg                 | LNH        | 64  | 1                | 8                | 9                | 76               | 4                | 0 | 2                    | 2                    | 4                    |                      |                      |
| 1993-1994  | Sharks de San José              | LNH        | 23  | 0                | 2                | 2                | 8                | -                | - | -                    | -                    | -                    |                      |                      |
| 1993-1994  | Stars de Dallas                 | LNH        | 12  | 0                | 1                | 1                | 6                | 5                | 0 | 0                    | 0                    | 6                    |                      |                      |
| 1994-1995  | Wings de Kalamazoo              | LIH        | 5   | 0                | 1                | 1                | 11               | -                | - | -                    | -                    | -                    |                      |                      |
| 1994-1995  | Stars de Dallas                 | LNH        | 12  | 0                | 0                | 0                | 9                | 3                | 0 | 0                    | 0                    | 2                    |                      |                      |
| 1995-1996  | Spiders de San Francisco        | LIH        | 12  | 2                | 2                | 4                | 6                | -                | - | -                    | -                    | -                    |                      |                      |
| 1995-1996  | Stars de Dallas                 | LNH        | 63  | 1                | 2                | 3                | 31               | -                | - | -                    | -                    | -                    |                      |                      |
| 1996-1997  | Stars de Dallas                 | LNH        | 55  | 1                | 1                | 2                | 42               | -                | - | -                    | -                    | -                    |                      |                      |
| Totaux LNH | Totaux LNH                      | Totaux LNH | 687 | 17               | 88               | 105              | 677              | 92               | 5 | 9                    | 14                   | 167                  |                      |                      |

## En équipe nationale
| Année | Équipe     | Compétition          |   | PJ | B | A | Pts | Pun                |  | Résultat |
| 1996  | États-Unis | Championnat du monde | 8 | 0  | 0 | 0 | 4   | Médaille de bronze |  |          |

## Trophées et distinctions

### Ligue américaine de hockey
- Il remporte la Coupe Calder avec les Canadiens de Sherbrooke en 1984-1985.

### Ligue nationale de hockey
- Il gagne la Coupe Stanley avec les Canadiens de Montréal en 1985-1986.

## Transactions en carrière
- Le 5 octobre 1983, il signe avec les Canadiens de Montréal.`
- Le 16 janvier 1989, il est échangé aux Blues de Saint-Louis par les Canadiens de Montréal avec un choix de 1er tour du repêchage d'entrée dans la LNH 1990 en retour d'un choix de 1er tour au repêchage de 1990 et d'un choix de 3e tour au repêchage de 1991.
- Le 16 juillet 1990, il est échangé aux Capitals de Washington par les Blues de Saint-Louis avec Peter Zezel en retour de Geoff Courtnall.
- Le 2 mars 1992, il est échangé aux Jets de Winnipeg par les Capitals de Washington en retour de Paul MacDermid.
- Le 13 août 1993, il signe avec les Sharks de San José.
- Le 19 mars 1994, il est échangé aux Stars de Dallas par les Sharks de San José avec Doug Zmolek en retour de Ulf Dahlen et d'un choix conditionnel de 7e tour au repêchage de 1995.